# Sven Nilsson (Sänger)
Sven Nilsson (* 11. Mai 1898 in Gävle; † 1. März 1970 in Stockholm) war ein schwedischer Opern- und Konzertsänger der Stimmlage Bass.

## Leben und Werk
Sven Nilsson arbeitete zunächst von 1923 bis 1928 beruflich als Ingenieur. Er wurde dann nach einem Gesangsstudium in Stockholm und Dresden 1930 Mitglied der Dresdener Staatsoper, der er bis 1944 angehörte. 1936 wurde er zum „Sächsischen Kammersänger“ ernannt. Von 1946 bis 1969 war er Mitglied der Königlichen Oper in Stockholm.
Daneben gastierte er an zahlreichen Opernhäusern in ganz Europa wie der Covent Garden Opera in London, der Bayerischen Staatsoper in München oder der Scala in Mailand und in den Vereinigten Staaten (Metropolitan Opera, New York, 1950–1951). Er trat bei Festspielen auf (unter anderem beim Holland Festival) und wirkte in mehreren Filmen mit.
Nilsson brillierte in den Basspartien Richard Wagners sowie als Baron Ochs in Richard Strauss‘ Rosenkavalier als Osmin in Wolfgang Amadeus Mozarts Entführung aus dem Serail, als Sarastro in Mozarts Zauberflöte und als König Philipp in Giuseppe Verdis Don Carlos.